# Maxime Durand-Fardel
Pour les articles homonymes, voir Charles Durand et Durand.
Maxime Durand-Fardel, né Charles Louis Maxime Durand-Fardel à (Paris le 24 septembre 1815, et mort à Paris, 19 mars 1899) est un médecin et explorateur français.

## Biographie
Médecin à Paris, il devient inspecteur des eaux de Vichy et décide, en 1875, de partir avec sa femme, Laure, pour un voyage d'étude en Extrême-Orient. Il axe alors ses recherches sur la géographie médicale de la Chine, les rapports du climat avec les épidémies et l'état sanitaire des concessions européennes. Sa femme, Laure Durand-Fardel, effectue alors les mêmes tâches pour le Japon. Elle visite ainsi Tokyo et Osaka où elle rencontre Gustave Boissonnade et laisse, en 1879, un récit, De Marseille à Shanghai et Yedo. Récits d'une parisienne, relation de voyage qui obtient un vif succès de librairie.

## Hommage
- Une rue de Vichy porte son nom.

## Œuvres
On lui doit de nombreux articles scientifiques, des traductions de l'italien en français ainsi que, entre autres ouvrages :
- Traité thérapeutique des eaux minérales de France et de l'étranger et de leur emploi dans les maladies chroniques, telles que les scrofules, les maladies de la peau, 1857
- Dictionnaire général des eaux minérales et d'hydrologie médicale, 4 vol, avec Eugène Le Bret et Jules Lefort, 1860
- Le Diabète, son traitement par les eaux de Vichy et sa pathogénie, 1862
- Traité clinique et thérapeutique du diabète, 1869
- Une mission médicale en Chine (1875-1876), 1877
- Les Eaux d'Allevard et les inhalations sulfureuses appliquées aux maladies de l'appareil respiratoire, 1882
- Étude sur les eaux minérales d'Andabre (Aveyron), bicarbonatées sodiques, ferrugineuses, 1885
- La Goutte et les eaux sulfurées, application de la méthode analytique à l'étude des eaux minérales, 1888
- Leçon d'ouverture du cours sur les eaux minérales et les maladies chroniques, 1888